# Gorączka plamicowa brazylijska
Gorączka plamicowa brazylijska (ang. Brazilian purpuric fever, BPF) - zakaźna, często śmiertelna choroba o piorunującym przebiegu występująca u dzieci. Wywoływana jest przez Gram-ujemne bakterie z gatunku Haemophilus influenzae biogrupa aegyptus.

## Historia
Choroba została opisana po raz pierwszy w 1984 roku w małym brazylijskim mieście Promissão. U 11 dzieci pojawiły się wtedy objawy sugerujące zapalenie opon mózgowo-rdzeniowych, jednak badanie płynu mózgowego wykluczyło zakażenie. Testy na obecność meningokoków były ujemne. Posiewy krwi oraz sekcje zwłok także nie wyjaśniły przyczyny choroby. W tym samym okresie wykryto pojedyncze przypadki infekcji o podobnych objawach w pięciu innych miastach Brazylii. Dochodzenie epidemiologiczne wykazało, że zainfekowane dzieci znamiennie częściej przeszły egipskie zapalenie spojówek, wywoływane przez Haemophilus influenzae biogrupa aegyptus na miesiąc przed chorobą. Uznano ten drobnoustrój za najbardziej prawdopodobny czynnik etiologiczny. Żadna z osób u których wykryto zakażenie nie przeżyła.  
Kolejna epidemia wystąpiła w marcu 1986 w brazylijskim mieście Serrana i trwała około dwóch miesięcy. Zakażenie wykryto wtedy u 11 dzieci. Ustalono bakterię odpowiedzialną za epidemie, jednak antybiotyki skuteczne w egipskim zapaleniu spojówek okazały się tutaj nieskuteczne. Grupa robocza uznała, że posiewy krwi są złotym standardem potwierdzenia choroby oraz zalecała stosowanie parenteralnie chemioterapeutyków, pomimo braku badań klinicznych potwierdzających skuteczność takiego postępowania. 
W grudniu 1989 epidemia pojawiła się w bardziej oddalonym stanie, Mato Grosso (poprzednie ograniczały się do stanu São Paulo i sąsiadującej Parany). Do kwietnia 1990 wykryto chorobę u 10 dzieci, z których sześć zmarło.
Opisano również przypadki zachorowań w zachodniej Australii.
W 1993 roku odnotowano ostatnie przypadki gorączki plamicowej brazylijskiej (dane z 2008).

## Objawy
Choroba objawia się wymiotami oraz bólem brzucha, do którego po 12–24 godzinach dochodzi gorączka z wysypką (stąd też nazwa choroby). Objawy te błyskawicznie przechodzą we wstrząs prowadząc często do zgonu. Towarzyszy im bakteriemia, trombocytopenia, leukopenia i zespół Waterhouse'a-Friderichsena. Objawy ze strony układu oddechowego nie mają związku z gorączką plamicową brazylijską.

## Leczenie
Leczenie przeciwbakteryjne zgodne z antybiogramem. Do jego uzyskania stosuje się ampicylinę, chloramfenikol oraz ryfampicyny. Dopuszczono podawanie doustnie ostatniego z leków w ramach profilaktyki. 

## Wirulencja szczepów
Nie są znane przyczyny zwiększonej wirulencji części szczepów. Wbrew początkowym sugestiom nie jest za to odpowiedzialny plazmid 3031 lub inny skład lipopolisacharydów ściany komórkowej. Badania genetyczne wykazały różnice w składzie genomu w stosunku do szczepów powodujących wyłącznie zapalenie spojówek, w tym wykrycie wyspy genowej F3031 kodującej proteazę IgA1. Znaleziono ponadto krótkie powtórzone sekwencje DNA. Zasugerowano także, że głównym czynnikiem odpowiedzialnym za zjadliwość może być zdolność do hemaglutynacji.